# Ircle
ircle（アークル）は、日本のロックバンド。大分県別府市で結成。キャッチコピーは「ジャパニーズロックの救世主」。

## メンバー
- 河内 健悟（かわち けんご、1987年8月2日 - 、A型）ボーカル・ギター
  - 大分県別府市出身。
  - 実家はしいたけ屋を営んでいる。
  - 兄はロックバンド ONE BUCK TUNERのボーカル・ギターのYUKI。
  - 初めて買ったCDはSMAPの「KANSHAして」。
  - 小学校、中学校では野球部だった。
  - 他のメンバー3人が同じ高校へ進学した中、河内だけ別の商業高校へ進学した。
  - 高校時代はモヒカンで生徒会長を務めていた。
  - メンバーからはケン君と呼ばれている。
  - 大分の後輩が営むAozax Guitar Garageのギターを愛用している。
- 仲道 良（なかみち りょう、1987年8月11日 - 、O型）ギター・コーラス 
  - 大分県別府市出身。
  - 大分県立別府鶴見丘高等学校卒業。
  - メンバーの中でいちばん早く音楽をはじめており、小学生の頃からギターを弾いていた。
  - 初めて耳コピした曲はBUMP OF CHICKENの「リトルブレイバー」。
  - ircleの活動以外にも、他のアーティストのサポートギタリストとしても活動している。
  - 2016年、BLUE ENCOUNTの日本武道館公演で販売された公式ブック『BLUE-BOMB for LIVERS!!』の誌面企画で、BLUE ENCOUNTの江口雄也、SUPER BEAVERの柳沢亮太とギタリスト鼎談を行った。
  - メインギターは松下工房オリジナルのテレキャスター、サブギターはAozax Guitar Garageのテレキャスター、ギターアンプはDiezel Lil Fokker、キャビネットはHIWATTを使用。
- 伊井 宏介（いい こうすけ、1987年7月20日 - 、AB型）ベース・コーラス
  - 大分県別府市出身。
  - 大分県立別府鶴見丘高等学校卒業。
  - キャッチコピーは「西の狂犬」
  - 高校卒業時、最も成績優秀だった伊井の志望大学に合わせ、他のメンバーも進路を決め、拠点を福岡に移すこととなった。
- ショウダ ケイト（本名は、荘田 恵人、1987年5月6日 - 、A型）ドラム・コーラス
  - 大分県別府市出身、身長174cm。
  - 大分県立別府鶴見丘高等学校卒業。
  - 仲道とは小学校からの同級生である。
  - バンド活動の為、高校では部活に入らない約束だったが、バレーボール部に入部。（この時のチームメイトに豊田合成トレフェルサの高松卓矢）全国大会で三位になるほどの強豪校だった為、遠征も多く、メンバーには反対されていた。一年生の時に出場したバンドのコンテストで優勝したら部活を辞めると約束し、優勝した為に退部した。
  - ドラムセットはYAMAHA、シンバルはZildjianを使用。
  - ステージドリンクはコカ・コーラである。
  - ライブでは、告知関係のMCを担当することが多い。

## 略歴
2000年
- メンバー全員が大分県別府市立山の手中学校に入学。
- 河内と仲道で弾き語りユニット「20(m.c)」（にじゅうえむしー）を結成。伊井はよく二人の活動を見に行っていた。

2001年
- 文化祭出演にあたり、二人組ではなくバンドを組もう、となり、河内が街でよく会っていたというショウダに「ドラムを買ってくれ」とバンドに勧誘し、現在のメンバーに。河内の実家の倉庫をスタジオ代わりに放課後から夜中まで練習していた。
- 文化祭ではBUMP OF CHICKENの「天体観測」「K」「グロリアスレボリューション」をコピーした。

2002年
- B-DASH、MONGOL800、Hi-STANDARDなどのコピーと並行し、オリジナル楽曲の制作を始める。

2003年
- 高校入学を機に、地元ライブハウスでの活動を開始する。
- ミニアルバム『μ』(ミュー)に収録されている「lightning」が制作された。

2004年
- 1stデモCD『コルト』をライブハウス限定で販売する。
- この頃から他県にも積極的に活動の場を広げるようになる。初めての県外ライブは河内の父親の運転で広島で行った。九州内へは電車でツアーに出ることもあった。

2006年
- 車の免許を取得し、春休みにはツアーを敢行。
- 大学進学を機に、活動拠点を福岡に移す。
- ヤマハ音楽振興会とニッポン放送が主催するTEENS' MUSIC FESTIVAL 2006では九州予選で優勝し、全国大会へ進む。同大会で知り合ったcinema staffとは当時から交流がある。
- 地元ではLOST IN TIME、DOPING PANDA、ART-SCHOOL、曽我部恵一、GOOD4NOTHING、TOTALFATなど多彩なジャンルのバンドと対バンの機会に恵まれる。

2007年
- 2ndデモCD『TINA』を発表する。
- 自主企画「NEXT ROCK FES」にて、GENERAL HEAD MOUNTAIN、阿部真央、cinemastaffなど 次世代の核となるアーティストを招き、次なる音楽シーンを提示するイベントを展開する。

2009年
- バンド名をSKIN-HEADzからircleに改名。
- デビューe.p.『未来』をリリース、TOWER RECORDS大分、福岡にて限定発売し３週連続インディーチャート1位を獲得。
- 3月29日、『未来』ツアーファイナルとして大分T.O.P.Sでの初ワンマンライブを大成功させる。
- 8月5日、2007年に発売した『TINA』（リマスター版）を全国発売。

2010年
- 1月20日、2ndミニアルバム『μ』(ミュー)を発売。
- 『μ』(ミュー)ツアーセミファイナルを福岡beatstation、ファイナルを大分TOPSにて行い、両日ともに大成功をおさめる。
- 上京し、活動の拠点を東京に移す。
- 年間約100本と精力的にライブを行い、ライブバンドとして力をつける。

2011年
- 24歳にして結成10周年を迎える。
- 7月30日、ミニアルバム『You』を発売。
- 発売開始となる7月30日のリリースイベントを皮きりに全国ツアーを行う。
- 11月16日、ミニアルバム『Run』を発売。

2012年
- 1月21日、東京では初のワンマンライブ『ircle 「You」,「Run」リリースツアーファイナルワンマンライブ〜優しく乱れてランデブー〜』を渋谷MilkyWayにて開催し、ソールドアウト。
- 11月19日、「夜明けのテーマpre release party〜Everyday Morning Delight〜」を渋谷O-Crestにて開催。
- 11月21日、シングル『夜明けのテーマ』発売。
- 『夜明けのテーマ』リリースツアーを全国27箇所まわる。

2013年
- 2月23日、渋谷O-Crestにて『「夜明けのテーマ」release tour final oneman〜Everyday Morning Rewrite〜』を開催、ソールドアウト。
- 7月10日、ミニアルバム『さよならリリー』発売。
- 7月〜11月、『さよならリリー』リリースレコ発ツアー~虫とり少年ツアー2013~を福岡Queblickワンマンから、11月の渋谷O-WESTファイナルまで全国50本を回る。
- 7月、MURO FES.2013、FUJI ROCK FESTIVAL'13 ROOKIE A GO-GO出演。
- 9月、スペースシャワー列伝~瞬刻の宴~出演。
- 10月にはREDLINE TOUR 2013出演。

2014年
- 4月23日、シングル『失敗作』発売。
- ircle NEW E.P. Release tour "10years ago &GO!!"を初日TSUTAYA O-Crestからファイナル新代田FEVERまで全国20箇所行う。
- 9月3日、初のフルアルバム『i しかないとか』をリリース。
- ツアーファイナルで初の東京、名古屋、大阪、福岡でワンマンライブを行う。

2015年
- 5月7日、『i しかないとか』release tour final ONE MAN＠TSUTAYA O-WESTの様子を収録した初のライブDVD『i しかないのか？』を会場と通販限定で販売。
- 6月3日、シングル『風の中で君を見たんだ』をリリース。
- 10月7日、2ndフルアルバム『我輩は人間で r』発売。
- 自主企画「HUMANisM(ヒューマニズム)」を立ちあげる。

2016年
- 結成15年目。
- 1月31日、ツアーファイナルのワンマンライブをTSUTAYA O-WESTで開催。

2017年
- 3月11日、ミニアルバム『Copper Ravens』のリリースツアー「Raven claw tour」ファイナルを渋谷club quattroで開催。
- 9月6日、ircle×SIX LOUNGE スプリットCD『地獄盤』リリース

2018年
- 5月2日、ミニアルバム『CLASSIC』をリリース。

2019年
- 5月8日、ミニアルバム『Cosmic City』をリリース。
- 『RUN』『YOU』『Cosmic City』以外の全作品、全曲がサブスク解禁。
- ircle 3週連続企画「HUMANisM~東京夏の大三角形~」を開催。8月16日＠新宿Marble、8月23日＠下北沢SHELTER、8月30日＠TSUTAYA O-Crestにて開催。最終日にて自主企画「HUMANisM~超★大乱闘編2020~」の開催を発表。
- 9月29日、ircle pre. 「HUMANisM~地獄編~」＠大分T.O.P.S BittsHALL にて開催。

2020年
- 1月18日、ircle pre.「HUMANisM~超★大乱闘編2020~」@TSUTAYA O-EASTにて開催。新曲「エヴァーグリーン」を初披露。また、フルアルバム『こころの℃』のリリースを発表。全14バンドと二人の弾き語りによる企画を成功させた。
- 5年振りのフルアルバム『こころの℃』をリリース。当初は4月29日に発売予定であったが新型コロナウイルスの影響を受けて延期、リリースツアーは全公演が中止・延期した上で6月17日に発売した。
- 『こころの℃』の収録曲を解説するircle オンラインラジオ「くるくるチャンネル」がYouTubeにて公開。発売後は過去の楽曲について解説する「くるくるチャンネルseason2」が同じくYouTubeにて始動。
- 7月10日、『こころの℃』リリース記念 無観客配信ワンマン「HUMANiATHOME」を開催。
- 9月7日、開催延期を発表していた『こころの℃』リリースツアー、「HUMANiA」の全公演の中止を発表。払い戻しを希望しない人に対しては、・会場ロゴ入りツアーTシャツ ・「HUMANiATHOME」ダウンロードライブ音源 が送付された。

2021年
- ircle 結成より20周年を迎える。

- 1月24日、渋谷0-EASTにて、コロナ禍ながらircle presents「HUMANisM〜超★盟友編〜」を開催。ゲストはSUPER BEAVER。ircleの演奏のみ、会場に来れない人のためにYouTubeにて生配信も実施された。
- 上記の公演にて、ircleワンマンライブ「HUMANisM〜東京オリンピックどころじゃなくなった2020年の春より〜」開催を発表。　　日程は、2/26(金)心斎橋JANUS、3/17(水)TSUTAYA O-WEST。
- さらに、上記の公演にて初のアコースティックワンマン「HUMANisM外伝〜アンアンアンプラグド〜」の開催も発表。日程は2/24(水)大分clubSPOT。この公演より『2020』-EPが会場・通販限定で発売開始。
- そして、3/17(水)TSUTAYA O-WESTにて、4月〜12月を通して「ほぼ毎月アルバムコンセプトワンマン」の開催を発表。
- 4月1日より、ircleのCircleとして「HUMANiA」が設立される。月額500円で入会できるファンクラブのようなもので、今までYouTubeで配信されていた、くるくるチャンネルがこちらに移行し、各メンバーが月に一度更新するブログも始動。
- 6月30日、毎年恒例であった「HUMANisM〜東京夏の大三角形〜」が2年ぶりに2マンで開催されることが発表された。ゲストは7月13日に発表され、8/13(金)新宿Marble w/mabuta、8/20(金)下北沢SHELTER w/w.o.d.、8/27(金)渋谷 O-Crest w/Hakubi であり、8/20(金)の公演はソールドアウトした。
- 9月27日、vo.gtの河内健吾が持病の悪化により、治療に専念するため、10月末までの計9公演のライブのキャンセルを発表した。
- 11月11日、2023年1月23日(日)にTSUTAYA O-EASTにて、2年ぶりの2ステージで「HUMANisM〜超★大乱闘編2022〜」の開催を発表。11月22日に第一弾ゲスト、KOTORI/w.o.d./ Hakubi/ Maki/ mabuta が発表された。
- 同日、ircle ONE MAN TOUR「HUMANisM〜Road to HELL〜」の開催を発表。日程は、1/9(日)福岡Queblick、1/15(土)名古屋APOLLO BASE、2/4(金)大分SPOT、2/6(日)大阪LIVE SQUARE 2nd LINE。
- 12月3日、2023年1月23日(日)TSUTAYA O-EAST、HUMANisM〜超★大乱闘編2022〜」の追加ゲストとして、SIX LOUNGE/ ハンブレッターズ が発表される。
- 12月17日、コンセプトワンマン第6夜、『Copper Ravens』・『CLASSIC』公演にて、長い間 ircle の夢であった、地元、別府ビーコンプラザ　コンベンションホールでの自主企画「HUMANisM〜超★地獄編2022〜」の2022年5月14日開催が発表される。

2022年
- 1月23日(日)TSUTAYA O-EASTにて、「HUMANisM〜超★大乱闘編2022〜」を成功させ、終演後には5月14日に開催される「HUMANisM〜超★地獄編2022〜」の全7組のゲストが発表され、その模様はYouTubeやインスタグラムで生配信も行われた。ゲストは、Saucy Dog/ SIX LOUNGE/ SUPER BEAVER/ ハルカミライ/ BLUE ENCOUNT/ My Hair is Bad/ LACCO TOWER。
- 2月25日、コンセプトワンマンライブ最終日のアンコールにて、コンセプトワンマン全10公演、延べ104曲の中から厳選したライブ音源を収録したLIVE BEST盤『Live is Life』の発売が発表。同時に、発売記念ライブ "Live is Life" が4月26日に渋谷O-nest で開催されることが発表された。出演は ircle と、ircleアコースティック編成の "アコークル"。
- 5月14日、地元、別府ビーコンプラザ コンベンションホールでの自主企画「HUMANisM〜超★地獄編2022〜」を開催し、チケットはほぼソールドアウト。BLUE ENCOUNT がメンバーの新型コロナウイルス感染の影響で出演キャンセルになったが、全7組で大成功を収めた。アンコール時に4th FULL ALBUM『ふるえる』を秋に発売することを発表。また、「HUMANisM~三つ巴編~」を10/12(水)名古屋CLUB QUATTRO、10/26(水)心斎橋BIGCATにて開催を発表。ゲストは7月21日に発表され、名古屋は INKYMAP/ BLUE ENCOUNT、大阪は アルカラ/ SHANK であった。
- 6月10日、「HUMANisM〜東京夏の大三角形〜」を2マンで開催することが発表。ゲストは6月23日に発表され、8/12(金)新宿Marble w/Apes、8/19(金)下北沢SHELTER w/Unblock、8/26(金)Spotify O-Crest w/WOMCADOLE 。
- 7月23日、MURO FESTIVAL DAY1 のSpotify O-EAST に出演したが、急遽出演キャンセルとなったUNLIMITSの代わりに、DAY2 もSpotify O-WESTにて出演。セトリに被りなしの、異例の2DAYS出演となった。
- 8月26日、「HUMANisM〜東京夏の大三角形〜」最終日のSpotify O-Crestのアンコール時、4th FULL ALBUM『ふるえる』の詳細が発表される。発売日は11月23日、リリースツアは全1６公演。また、"HUMANisM~地獄編2022~"を12月17日(土)大分T.O.P.S BittsHALL、"HUMANisM~超★大乱闘編2023~"を1月21日(土)Spotify O-EASTにて開催することを発表。

## ディスコグラフィー

### SKIN-HEADz
| 発売日        | タイトル   | 収録曲 | 規格品番                   |
| ------------- | ---------- | --- | -------------------------- |
| 2005年4月12日 | コルト     | 1. リボルバー 2. ドライブ 3. 目覚め 4. lightning 5. ロデオ 6. Hello (goodbye) 7. スルー                                    | YAMAYOSHI RECORDS          |
| 不明          | SKIN-HEADz | 1. トライ 2. モラトリアム 3. ドリーマー 4. 暁 5. lightning                                                                 |                            |
| 不明          | TINA       | 1. Honesty 2. 世界を観るには程遠い (S.M.H.) 3. 狂走曲 4. この指トマレ 5. 910 (Classic Jurassic) 6. Secret Track (架空の空) | YAMAYOSHI RECORDS 20070708 |

### 参加作品
| 発売日         | タイトル                             | 規格品番  | 収録曲        |
| -------------- | ------------------------------------ | --------- | ------------- |
| 2011年12月07日 | あっ、良い音楽ここにあります。その弐 | FIVER-015 | 12.2010       |
| 2013年03月20日 | あっ、良い音楽ここにあります。その参 | FIVER-021 | 15.シャバダハ |

### 河内健悟 ソロ音源
| 発売日     | タイトル                   | 収録曲                                                                  |
| ---------- | -------------------------- | ----------------------------------------------------------------------- |
| 2019/03/14 | エアコンを消して           | 1. key 2. ロードショー 3. ベルス 4. 拳に爪                              |
| 2019/04/27 | テレビを消して             | 1. key 2. ロードショー 3. ikura 4. レイニーブルース 5. おやすみ         |
| 2019/05/21 | 電気を消して               | 1. ベルス 2. 雨に降られて 3. 雨上がり 4. 最後に笑って 5. 拳に爪         |
| 不明       | 2020年インスタライヴ生音源 | 1. 静春 2. アリス to テレス 3. スーパームーンの夜に 4. チャイム 5. 東京 |
| 2023/04/14 | 回復の猛毒                 | 1. 回復の猛毒 2. コズミック通り 3. アリス to テレス                     |
| 2023/05/28 | 扉を開けて                 | 1. 静春 2. 超月夜 3. 東京 4. コズミック通り 5. 回復の猛毒 6. パラエル   |

## ミュージックビデオ
| 公開日     | 監督           | 曲名                            | 備考                             |
| ---------- | -------------- | ------------------------------- | -------------------------------- |
| 2010/07/23 | 小嶋貴之       | P.S.                            |                                  |
| 2012/10/26 |                | 呼吸を忘れて                    |                                  |
| 2012/11/13 |                | シャバダハ                      |                                  |
| 2013/07/01 | 池田圭         | バタフライ                      |                                  |
| 2013/07/09 |                | 嘘つき少年より                  |                                  |
| 2013/09/10 |                | カゲロウと夏                    |                                  |
| 2014/03/27 | 小嶋貴之       | 失敗作                          |                                  |
| 2014/06/18 |                | セブンティーン                  |                                  |
| 2014/08/15 | スギモトタダシ | ノーリタイア                    |                                  |
| 2014/09/02 | 池田圭         | GO                              |                                  |
| 2015/06/02 |                | 風の中で君をみたんだ            |                                  |
| 2015/09/25 | 池田圭         | テレサ                          |                                  |
| 2016/08/29 |                | 光の向こうへ                    |                                  |
| 2017/01/04 |                | orange                          |                                  |
| 2017/08/29 |                | 瞬                              |                                  |
| 2018/04/17 |                | なんにもない                    |                                  |
| 2018/05/02 |                | あふれだす                      |                                  |
| 2019/05/07 |                | ラストシーン                    |                                  |
| 2019/05/13 |                | ばいばい                        | 撮影協力店舗:くし家串猿 高円寺店 |
| 2019/05/24 |                | アンドロメダの涙/ペルセウスの涙 | 撮影場所:吉祥寺WARP              |
| 2020/02/20 |                | エヴァーグリーン                |                                  |
| 2020/12/24 |                | ハミングバード                  |                                  |
| 2021/07/23 |                | 2020                            |                                  |
| 2022/11/09 | 寺西昭博       | ロックンロールバンド            |                                  |
| 2022/11/18 |                | 負けないで                      |                                  |